# Josep Sicart i Tauler
Josep Sicart i Tauler   (Caldes de Malavella, 27 de juliol de 1934 - Barcelona, 14 de setembre de 2023) fou un alpinista i impulsor de l’excursionisme i de la protecció de l’alta muntanya.

## Biografia
Joier d’ofici i amb estudis a l'Escola Massana de Barcelona, va començar al món de la muntanya i l’excursionisme de la mà dels Minyons Escoltes de Catalunya, organització de la qual més endavant organitzaria campaments i activitats catalanistes i de resistència durant el Franquisme. Estigué implicat en clubs i grups de muntanya dins dels quals va tenir càrrecs de responsabilitat, especialment dins la Unió Excursionista de Catalunya, la Federació d’Entitats Excursionistes de Catalunya, el grup d’escaladors del Grup Cavall Bernat i el Comitè de 100 Cims.
Va ser instructor d’alpinisme de l’Escuela Nacional Alta Montaña (ENAM) i després fundador de l'Escola Catalana d’Alta Muntanya (ECAM), de la qual fou nomenat director el 1981.
Amoïnat per la conservació de la muntanya, va promoure accions de sensibilització i neteja de deixalles en llocs d’especial valor paisatgístic, cultural i natural, com la neteja de l’entorn de la Pica d’Estats el 24 de juny de 1989 amb l’ajut d’helicòpters i la instal·lació de rètols indicatius amb frases de sensibilització. Aquesta implicació el va dur a emprendre accions similars arreu del món i a ésser un dels fundadors de Mountain Wilderness de Catalunya entre final del 1989 i començament de 1990, entitat de la qual seria president entre el 1995 i el 2000. El 1998 va ser anomenat garant de Mountain Wilderness International, és a dir un dels ambaixadors de la defensa de les muntanyes com a personalitat destacada, i el 2003 va esdevenir, tot rellevant l’italià Carlo Alberto Pinelli, el coordinador internacional de l’entitat, càrrec que va ocupar fins al 2005. Va il·lustrar també el llibre 'El somriure del Yeti', amb text de Ferran Garcia i Creix i publicat per la Generalitat de Catalunya. El llibre s'adreçava als infants com a sensibilització per a la conservació de les muntanyes.
Sobre l’activitat pròpiament de muntanya va practicar l’escalada, l’excursionisme, l’esquí de muntanya i l’alpinisme. Va fer ascensions a Europa, especialment al Pirineu i als Alps, i expedicions a altres massissos d’arreu del món com l'Atles, al Kunlun, l'Elburz, el Caixmir, l'Himàlaia o els Andes. En destaquen les expedicions al Denali (1995), als Andes del Perú (1997), al Muztagah Ata (1998) i a l'Anapurna (1999), expedició aquesta darrera amb finalitats també de neteja de deixalles.
És conegut pel seu lligam estret amb la Pica d’Estats, cim que va pujar 55 vegades i per tots els vessants i en diverses modalitats i èpoques, tant a l’estiu com a l’hivern, i amb esquís. En 16 ocasions va dur dalt d’aquest cim la Flama del Canigó. Va ser mantenidor de la creu que hi ha a la Pica d’Estats. Va promoure i dirigir el 25 de juny de 1982, la instal·lació d’una rèplica d’alumini de la creu original perduda del 1936. El dia 24 de juny de 1994 va dirigir un altre grup de voluntaris per instal·lar, amb l’ajut d’un helicòpter, l’actual creu de ferro en substitució de l’anterior feta malbé.
Va escriure nombrosos articles en revistes de muntanya i va participar en diversos llibres. També va destacar al llarg de la seva vida pel seu compromís polític amb el catalanisme, cristal·litzat en una llarga militància a Convergència Democràtica de Catalunya, on participava des de l'agrupació de Sants-Montjuïc.